# Неберджай
Неберджай — река в городском округе Новороссийск и Крымском районе Краснодарского края. Длина реки — 22 км (из них 6 км непосредственно Неберджай, а ещё 16 км верховья Липки). Образуется слиянием рек Липки и Богаго.

## География
Река Липки своё начало на северо-восточных склонах хребта Маркотх, у одноимённого перевала. В верхнем течении реки сооружено Неберджаевское водохранилище (длина вдх — 1—2 км, ширина — 1 км, водоём сооружён для снабжения питьевой водой жителей Новороссийска). Речка впадает в реку Адагум в районе Крымска.
В центральной части течения реки расположена станица Неберджаевская, где Неберджай непосредственно образуется слиянием рек Липки и Богаго.

## Происхождение названия
В адыгейском языке слово «ныбэджай» в буквальном смысле означает «кровожадный», «хищный орёл», что встречается в фольклоре и современном литературном языке. Топоним, по мнению А. В. Твёрдого, нуждается в дополнительном исследовании. По мнению Ковешникова, название реки Богаго переводится как «слёзная», а реку Липки назвали так из-за того, что у моста через реку росли липы.